# Pronoto-postoccipital muscle
Pronoto-postoccipital muscle, mięsień t1-poc (pl. mięsięń przedpleczo-zapotyliczny) – mięsień tułowia i głowy owadów.
Mięsień stwierdzony u błonkówek. Wchodzi w skład grupy funkcyjnej "mięśni zapotylicznych" (ang. postoccipital muscle). Bierze swój początek na grzbietowej części przedplecza i zaczepia się na zapotylicy. Jest lewatorem głowy.